# The Great War
The Great War es el noveno álbum de estudio de la banda sueca de power metal Sabaton. Fue Lanzado el 19 de julio de 2019. Es el primer álbum de estudio con el guitarrista Tommy Johanson. Como muchos de los álbumes del grupo, es un álbum conceptual, esta vez sobre la Primera Guerra Mundial, a menudo conocido como La Gran Guerra o La Guerra de Trincheras.

## Contenido
El álbum fue lanzado en cuatro ediciones separadas: la versión estándar, una edición histórica con narración contextual antes de cada pista, una edición de la banda sonora con versiones orquestales instrumentales de las canciones, y una versión exclusiva de Sabaton History Patreon. que contiene narraciones de Indy Neidell.
La letra grabada de "82nd All the Way" atribuye erróneamente al sargento Alvin York al 338° Regimiento en lugar de su asignación real al 328° Regimiento de Infantería. La banda corrige el error durante las presentaciones en vivo de la canción.

## Lista de pistas
| N.º | Título                                                                                         | Tema de la letra                                                                            | Duración |  |
| 1.  | «The Future of Warfare» ("El Futuro de la Guerra")                                             | Tanques en las batallas de Flers-Courcelette y Villers-Bretonneux                           | 3:26     |  |
| 2.  | «Seven Pillars of Wisdom» ("Siete Pilares de la Sabiduría")                                    | Thomas Edward Lawrence                                                                      | 3:02     |  |
| 3.  | «82nd All the Way» ("82.ª por todo el camino")                                                 | Alvin York                                                                                  | 3:31     |  |
| 4.  | «The Attack of the Dead Men» ("El Ataque de los Muertos")                                      | El ataque de los Hombres Muertos                                                            | 3:56     |  |
| 5.  | «Devil Dogs» ("Perros del Diablo")                                                             | Marines estadounidenses en la batalla del bosque de Belleau                                 | 3:17     |  |
| 6.  | «The Red Baron» ("El Barón Rojo")                                                              | Manfred von Richthofen                                                                      | 3:22     |  |
| 7.  | «Great War» ("Gran Guerra")                                                                    | El sufrimiento en la Primera Guerra Mundial, específicamente en la batalla de Passchendaele | 4:28     |  |
| 8.  | «A Ghost in the Trenches» ("Un fantasma en las trincheras")                                    | Francis Pegahmagabow                                                                        | 3:26     |  |
| 9.  | «Fields of Verdun» ("Campos de Verdún")                                                        | Victoria francesa en la batalla de Verdún                                                   | 3:17     |  |
| 10. | «The End of the War to End All Wars» ("El Fin de la Guerra que acabará con todas las Guerras") | Las bajas y el armisticio de la Primera Guerra Mundial                                      | 4:45     |  |
| 11. | «In Flanders Fields» ("En los campos de Flandes")                                              | Poema de John McCrae                                                                        | 1:57     |  |

## Formación
Banda
- Joakim Brodén - voz, teclado
- Pär Sundström - bajo, coros
- Chris Rörland - guitarra, coros
- Tommy Johanson - guitarra, coros
- Hannes van Dahl - batería, coros

Músicos invitados
- Thobbe Englund - solo de guitarra en "Fields of Verdun"[8]
- Antti Martikainen - arreglos orquestales en "Fields of Verdun", arreglos orquestales en Soundtrack Edition[9]
- Floor Jansen - voces adicionales, voces en Soundtrack Edition
- The Great War en Internet Movie Database (en inglés).
- Indy Neidell - narración en History Channel Edition

Producción
- Jonas Kjellgren - producción, ingeniero de sonido, mezclas
- Maor Appelbaum - masterizado

## Posicionamiento
| Ranking (2019)                      | Posición más alta |
| ----------------------------------- | ----------------- |
| Australia (ARIA)                    | 7                 |
| Austria (Ö3 Austria)                | 3                 |
| Bélgica (Ultratop flamenca)         | 3                 |
| Bélgica (Ultratop valona)           | 19                |
| Canadá (Billboard Canadian Albums)  | 24                |
| República Checa (ČNS IFPI)          | 7                 |
| Países Bajos (Album Top 100)        | 13                |
| Finlandia (Suomen Virallinen Lista) | 3                 |
| Alemania (Offizielle Top 100)       | 1                 |
| Hungría (MAHASZ)                    | 10                |
| Italia (FIMI)                       | 50                |
| Japón (Oricon)                      | 74                |
| Noruega (VG-lista)                  | 4                 |
| Polonia (ZPAV)                      | 3                 |
| Escocia (Scottish Albums Chart)     | 6                 |
| España (PROMUSICAE)                 | 12                |
| Suecia (Sverigetopplistan)          | 1                 |
| Suiza (Schweizer Hitparade)         | 1                 |
| Reino Unido (UK Albums Chart)       | 11                |
| Estados Unidos (Billboard 200)      | 42                |
| Estados Unidos (Top Rock Albums)    | 5                 |

| Ranking (2019)                     | Posición |
| ---------------------------------- | -------- |
| German Albums (Offizielle Top 100) | 64       |
| Swedish Albums (Sverigetopplistan) | 86       |
| Swiss Albums (Schweizer Hitparade) | 76       |

| Ranking (2020)                     | Posición |
| ---------------------------------- | -------- |
| Belgian Albums (Ultratop Flanders) | 188      |